# New Love
New Love – singel brytyjsko-amerykańskiego duetu Silk City, w której gościnnie wystąpiła angielska wokalistka Ellie Goulding. 21 stycznia 2021 roku została wydana w formacie digital download na całym świecie za pośrednictwem platform streamingowych.

## Historia
13 stycznia 2021 roku za pośrednictwem Instagrama Diplo członek formacji Silk City opublikował krótki filmik z napisem „Silk City”, który był ogłoszeniem nowej po latach aktywności grupy. Dzień później Ellie Goulding na tym samym portalu opublikowała filmik przedstawiający serce, w którym znajduje się oko, później zostało wykorzystane jako okładka singla. Następnie w przeciągu tygodnia artyści publikowali zdjęcia z teledysku oraz krótkie filmiki. Obraz do piosenki premierę miał 22 stycznia 2021, tydzień po instagramowej aktywności artystów, mającej na celu zachęcenie słuchaczy do zapoznania się z nowym utworem. Sami artyści wypowiedzieli się na temat projektu:

Piosenka opowiada o zatraceniu się w samotności, bez potrzeby bycia widzianym, wiedząc, że ta, która przepadła, może być równie szczęśliwa jak ta obecna. Głównym założeniem [utworu] jest tańczenie w pełnej swobodzie, niezależnie czy ktoś patrzy. Wydawało się słuszne, aby razem nagrać nutę w czasie, gdy wszyscy potrzebujemy tańczyć i być wolni, nawet jeśli tylko w naszych kuchniach.

Zawsze jestem podekscytowany powrotem do studia z Markiem. Od początku istnienia Silk City nieustannie wymieniamy się pomysłami i wreszcie znaleźliśmy czas, aby ożywić niektóre z nich. Wyszliśmy z tą klasyczną piosenką house i Ellie była na tyle miła, że użyczyła jej głosu.

Uwielbiam muzykę, która się tworzy, kiedy spotykamy się z Wesem. Ma w sobie radość, która różni się od wszystkiego, tego nad czym pracuję. Znam Ellie od ponad dziesięciu lat i wspaniale jest wreszcie zrobić coś razem. Jej głos ma tak czysty ton, który przecina wszystko

## Teledysk
Wideoklip do „New Love” swoją premierę miał na kanale Diplo w serwisie YouTube 22 stycznia 2021 roku. Reżyserką teledysku została Ana Sting.

## Notowania

### Tygodniowe
| Terytorium        | Notowanie                      | Pozycja | Źr.    |
| ----------------- | ------------------------------ | ------- | ------ |
| Belgia            | Ultratop 50 Singles (Flandria) | –       | [ 11 ] |
| Belgia            | Ultratop Dance (Flandria)      | 40      | [ 11 ] |
| Belgia            | Ultratop 50 Singles (Walonia)  | –       | [ 12 ] |
| Belgia            | Ultratop Dance (Walonia)       | 21      | [ 12 ] |
| Irlandia          | Top 100 Singles                | 81      | [ 13 ] |
| Łotwa             | Latvijas Top 40                | 38      | [ 14 ] |
| Japonia           | Billboard Japan                | 13      | [ 15 ] |
| Macedonia         | Radiomonitor                   | 13      | [ 16 ] |
| Nowa Zelandia     | New Zealand Hot Singles        | 6       | [ 17 ] |
| Wielka Brytania   | UK Singles Chart               | 65      | [ 18 ] |
| Stany Zjednoczone | Hot Dance/Electronic Songs     | 12      | [ 19 ] |
| Stany Zjednoczone | Dance/Electronic Digital Songs | 19      | [ 20 ] |
| WNP               | Top Radio Hits                 | 874     | [ 21 ] |

## Twórcy
|  | - Alex Metric – produkcja - Picard Brothers – produkcja - Riton – produkcja - Silk City – produkcja, wykonawca - Clément Picard – kompozycja, tekst - Ellie Goulding – kompozycja, tekst, główny wykonawca - Mark Ronson – kompozycja, tekst, wykonawca, główny wykonawca - Maxime Picard – kompozycja, tekst - Steve McCutcheon – kompozycja, tekst - Thomas Wesley Pentz – kompozycja, tekst, główny wykonawca | - Ana Sting – reżyseria - Nathalie Pitters – zdjęcia - Sauvage.tv – produkcja - Amalia Rosen-Rawlings – produkcja - Eva Laffitte – produkcja wykonawcza - Bryan Younce – produkcja wykonawcza - Sara Nataf – dyrektor kreatywny Silk City - Imogen Snell – dyrektor kreatywny Ellie Goulding - Lorraine Gallard – kierownik produkcji - Pablo Gerschuni – asystent producenta - Chloe Brady – dyrektor artystyczny - Joâo Teixeira – redaktor - Nathan Klein, Elena Scanagatta, Gabriel L Galli, Sinead Gorey, Rhiannon Lagden, Rhiannon Isabel – styliści - Oskar Pera, Rosa Rovira, Marc Ramos, Crystal Riley – fryzjerzy - Lucy Wearing, Ellie Tobin, Lynda Darragh – makijaż - Daniela Lázara – postprodukcja |

Źródło: Tidal, YouTube

## Historia wydania
| Obszar          | Data             | Format                      | Wersja     | Wytwórnia                       | Źr.    |
| --------------- | ---------------- | --------------------------- | ---------- | ------------------------------- | ------ |
| Cały świat      | 12 lutego 2021   | MP3                         | Tsha Remix | Columbia                        | [ 23 ] |
| Cały świat      | 12 lutego 2021   | digital download, streaming | Tsha Remix | Silk City, Columbia, Sony Music | [ 24 ] |
| Wielka Brytania | 12 lutego 2021   | CHR                         | oryginał   | Columbia                        | [ 25 ] |
| Cały świat      | 21 stycznia 2020 | digital download, streaming | oryginał   | Silk City, Columbia, Sony Music | [ 26 ] |
| Cały świat      | 21 stycznia 2020 | MP3                         | oryginał   | Columbia                        | [ 27 ] |